# Montmorency, Victoria
Montmorency är en stadsdel i kommunen Banyule och delstaten Victoria, omkring 17 kilometer nordost om delstatshuvudstaden Melbourne. Antalet invånare är 8 759.
Runt Montmorency är det mycket tätbefolkat, med 1 819 invånare per kvadratkilometer.. Närmaste större samhälle är Melbourne, omkring 17 kilometer sydväst om Montmorency. 
Runt Montmorency är det i huvudsak tätbebyggt. Genomsnittlig årsnederbörd är 1 244 millimeter. Den regnigaste månaden är juli, med i genomsnitt 140 mm nederbörd, och den torraste är januari, med 49 mm nederbörd.